# Walter Theodor Winkler
Walter Theodor Winkler (* 16. Dezember 1914 in Pearadja/Sumatra; † 6. Juli 1984) war ein deutscher Psychiater und Arzt.

## Leben
Winkler wurde als Sohn des Missionsarztes Johannes Winkler und dessen Frau Luise, geb. Metzler, in der Missionsstation Pearadja auf Sumatra geboren. Er studierte unter Friedrich Mauz, promovierte bei Ernst Kretschmer und habilitierte sich später. Er wurde 1934 Mitglied des Wingolf Nibelungen zu Tübingen. In den 1960er-Jahren war er Leiter des Landeskrankenhauses Gütersloh, Vorsitzender der Allgemeinen Ärztlichen Gesellschaft für Psychotherapie (AÄGP) (1969–1973) und Mitglied der Psychiatrie-Enquête-Kommission, die 1975 den Bericht über die Lage der Psychiatrie in der Bundesrepublik Deutschland vorlegte.
1978 wurde Winkler mit dem Hermann-Simon-Preis ausgezeichnet.

## Veröffentlichungen
- Zum Begriff der „Ich-Anachorese“ beim schizophrenen Erleben. In: European Archives of Psychiatry and Clinical Neuroscience. Volume 192, Number 3, Mai 1954.
- mit Ernst Kretschmer: Mehrdimensionale Diagnostik und Therapie. Thieme-Verlag, 1958.
- 50 Jahre AÄGP – ein Rückblick. In: Psychotherapie und med. Psychologie. 27, 1977, S. 74–84.
- Reform des Psychiatrischen Landeskrankenhauses. 1978.
- Zur historischen Entwicklung  der Beziehungen zwischen Psychotherapie und Psychiatrie in Deutschland seit 1900 unter besonderer Berücksichtigung der Psychoanalyse. In: H. Helmchen, M. Linden, U. Rüger (Hrsg.): Psychotherapie in der Psychiatrie. Springer Verlag, 1982.
- Fortschritte der psychiatrischen Therapie in den letzten 50 Jahren. In: Landschaftsverband Westfalen-Lippe: Wandlungen der Psychiatrie in 50 Jahren. Ardey, Dortmund.